# Yves Saint-Martin

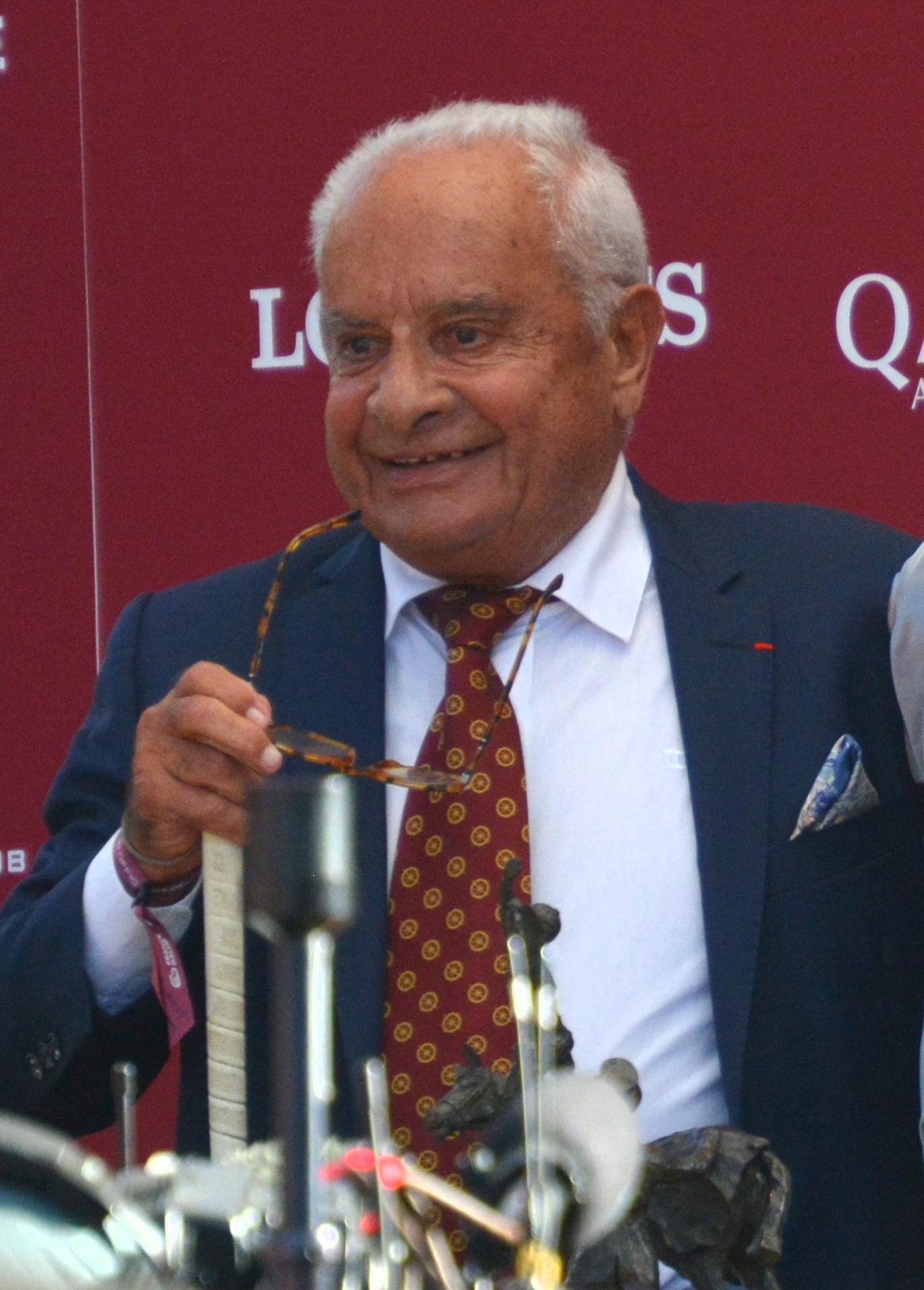
Yves Saint-Martin, 2023

Yves Saint-Martin (* 8. September 1941 in Agen) ist ein ehemaliger französischer Jockey.

## Leistungen
Yves Saint-Martin gilt als einer der erfolgreichsten Rennreiter des Galopprennsports. Nach seinem ersten Sieg am 26. Juli 1958 konnte er in seiner Laufbahn 3314 Rennen gewinnen, davon 3275 in Frankreich. Viermal gewann er den Prix de l’Arc de Triomphe (1970, 1974, 1982 und 1984), kein anderer Reiter erreichte dies öfter. Auch bei anderen bedeutenden Galopprennen hält er die Rekorde für die höchste Anzahl von Siegen, wie etwa beim Prix du Jockey Club oder beim Prix de Diane. In den Siegerlisten deutscher Rennen wird er beispielsweise beim Preis des Winterfavoriten (1970) und beim Preis von Europa (1985) geführt.